# 新韓党
新韓党（しんかんとう）は、第三共和国時代の、尹潽善系列の民衆党内の改憲派が「鮮明野党」を掲げて結成された韓国の保守系野党。民衆党と統合し、新民党結成によって解体された。

## 経緯
1965年6月22日に「日韓基本条約」が締結され、8月14日、民主共和党（共和党）単独で条約案が国会で批准されるやいなや、これに反発して議員職を辞退していた民衆党内強硬派（尹潽善系列）は、民衆党から脱党した。その後、翌年の1967年に予定されていた大統領選挙と国会議員選挙に向けて、民主党クラブや旧自由党系、革新系の一部と学会代表を結集、1966年2月15日に結成人発起大会を開き、首席代表に尹潽善、顧問に張沢相、代表委員に金度演、鄭一亨を選出後、3月30日に創立大会を開き、尹潽善を党総裁及び次期大統領候補に指名した。
新韓党は、民政のための政権交代を当面の最大目標に設定し、韓国各地で共和党政権の非理を暴露、糾弾する集会を開催するなどの、与党に対する強硬な闘争を展開した。しかし、1967年の大統領選挙で野党統一候補を擁立すべきとの声に押され、民衆党の大統領候補である兪鎮午の候補辞退を条件に、脱党に合意、1967年2月の新民党結成と共に自動的に解体された。